# Schönhagen (Uslar)
Schönhagen ist mit 940 Einwohnern nach der Kernstadt und dem Ortsteil Volpriehausen der drittgrößte Ortsteil der Stadt Uslar im niedersächsischen Landkreis Northeim in Deutschland.

## Lage
Schönhagen liegt im südlichen Niedersachsen, etwa sieben Kilometer nordwestlich von Uslar und gut acht Kilometer Luftlinie südöstlich von Neuhaus im Solling. Der Ort liegt an den südlichen Ausläufern des Sollings im Tal der Ahle auf einer Höhe von etwa 230 Metern und ist von Wiesen und Weiden umgeben. Westlich und östlich erheben sich die mit dichtem Wald bestandenen Höhenzüge des Sollings bis zu einer Höhe von 300 bis 508 Metern. Die Kreisstadt Northeim liegt 30 Kilometer weiter östlich, Göttingen gut 29 Kilometer südöstlich. Hannover liegt ca. 79 Kilometer Luftlinie nördlich von Schönhagen und Berlin gut 280 Kilometer nordöstlich.

## Geschichte
Zur Gründung des Ortes ist nichts bekannt, der Ortsname mit der Endung auf „-hagen“ deutet jedoch auf eine vergleichsweise junge, eventuell spätmittelalterliche Siedlung hin. Erste urkundlich gesichertere Nennung aus dem Jahr 1418. Diese Ersterwähnung befindet sich in einer Bedeliste im Göttinger Stadtarchiv.  Der Ort lag an dem mittelalterlichen Fernverkehrsweg/Hellweg (Höxterscher Königsweg) über den Solling. Schönhagen war und ist Pfarrort für die umliegenden Dörfer (Amelith, Kammerborn, Nienover, Polier und bis 1878 auch Silberborn und Preußisch Neuhaus) und gehörte zum Amt Nienover, bis dieses 1852 in das Amt Uslar eingegliedert wurde. Seit der Gebietsreform vom 1. März 1974 gehört die ehemals selbstständige Gemeinde zur neu gegründeten Großgemeinde Stadt Uslar. Bis Ende 2010 war Schönhagen staatlich anerkannter Erholungsort.

## Politik

### Ortsrat
Schönhagen hat einen siebenköpfigen Ortsrat, der seit der Kommunalwahl 2021 ausschließlich von Mitgliedern des „Wähler-Bündnis Schönhagen“ (WBS) besetzt ist. Die Wahlbeteiligung lag bei 62,07 Prozent.
Während der Bürgermeister zuvor der SPD angehörte, stellt seit der Wahlperiode 2021–2026 das WBS den Ortsbürgermeister/Ortsbeauftragten mit Herbert Hühne.

### Wappen
Das achtendige Hirschgeweih im Ortswappen geht zurück auf die Grafen von Dassel, die in dieser Gegend im 13. Jahrhundert ein Achtender-Hirschgeweih als Wappenmotiv verwendet hatten. Das Kreuz zwischen den Hirschstangen symbolisiert den Schutzpatron der Jagd, den Heiligen Hubertus.

## Wirtschaft und Infrastruktur

### Verkehr
- Straße: Durch den Ort verläuft die Bundesstraße 241, die von Northeim über Uslar und Schönhagen weiter Richtung Beverungen verläuft. Die hiervon abzweigende Bundesstraße 497 führt weiter über Neuhaus im Solling nach Holzminden. Die nächsten Autobahnanschlussstellen befinden sich an der Bundesautobahn 7 in Northeim, Nörten-Hardenberg und Göttingen.

- Busverkehr: zwischen Uslar und Holzminden verkehrt überwiegend im Stundentakt ein Linienbus über Schönhagen und „Neuhaus im Solling“.

- Schiene: Der nächste Regionalbahnhof befindet sich in Uslar mit mindestens zweistündlichen Zugverbindungen an der Sollingbahn zwischen Ottbergen und Northeim. Göttingen ist der nächste Bahnhof, in dem auch IC- und ICE-Züge halten. Die Bahnstrecke Uslar–Schönhagen (Han) wurde bereits im Juni 1958 im Personenverkehr stillgelegt und ist seit 1990 abgebaut.

- Luftverkehr: die nächsten bedeutenden Flughäfen befinden sich bei Hannover, Paderborn und in Kassel-Calden. Uslar selbst besitzt einen kleinen Segelflugplatz.

### Wirtschaft
Die ehemals prägende Land- und Holzwirtschaft spielt in Schönhagen kaum noch eine Rolle. Mittlerweile arbeiten die meisten der erwerbstätigen Einwohner in den benachbarten Städten. Im Ort gibt es nur noch wenige Geschäfte des täglichen Bedarfs.

### Tourismus und Freizeitangebote
Es gibt ein Hotel, mehrere Ferienwohnungen und einen Campingplatz. Außerdem sind ein Freizeitsee mit Bademöglichkeit, ein Grillplatz und ein Bolzplatz vorhanden.
Weiterhin ist eine Tennisanlage mit je zwei Hallen- und Außenplätzen nutzbar.
In den letzten Jahren ist eine Anlage mit Baumhaushotels entstanden.

## Kultur und Sehenswürdigkeiten
Schönhagen rühmt sich gerne damit, eines der schönsten Dörfer im Solling zu sein, da es etliche restaurierte Fachwerkhäuser hat und mehrfach Medaillen im Wettbewerb Unser Dorf soll schöner werden gewonnen hat.
Die umliegenden Hochwälder des Sollings bieten sich zu ausgedehnten Wanderungen an, zum Beispiel zum rund ein Kilometer nördlich gelegenen Klimaturm, einem 40 Meter hohen Aussichtsturm, der 1999 anlässlich der Expo 2000 nahe dem  Kinder-Erlebniswald errichtet wurde, oder zum etwa zwei Kilometer östlich gelegenen Sollingturm oder nach Neuhaus im Solling mit den umliegenden Hochmoorgebieten.
Schönhagen ist eine Station auf dem Pilgerweg Loccum–Volkenroda.

### Kirche

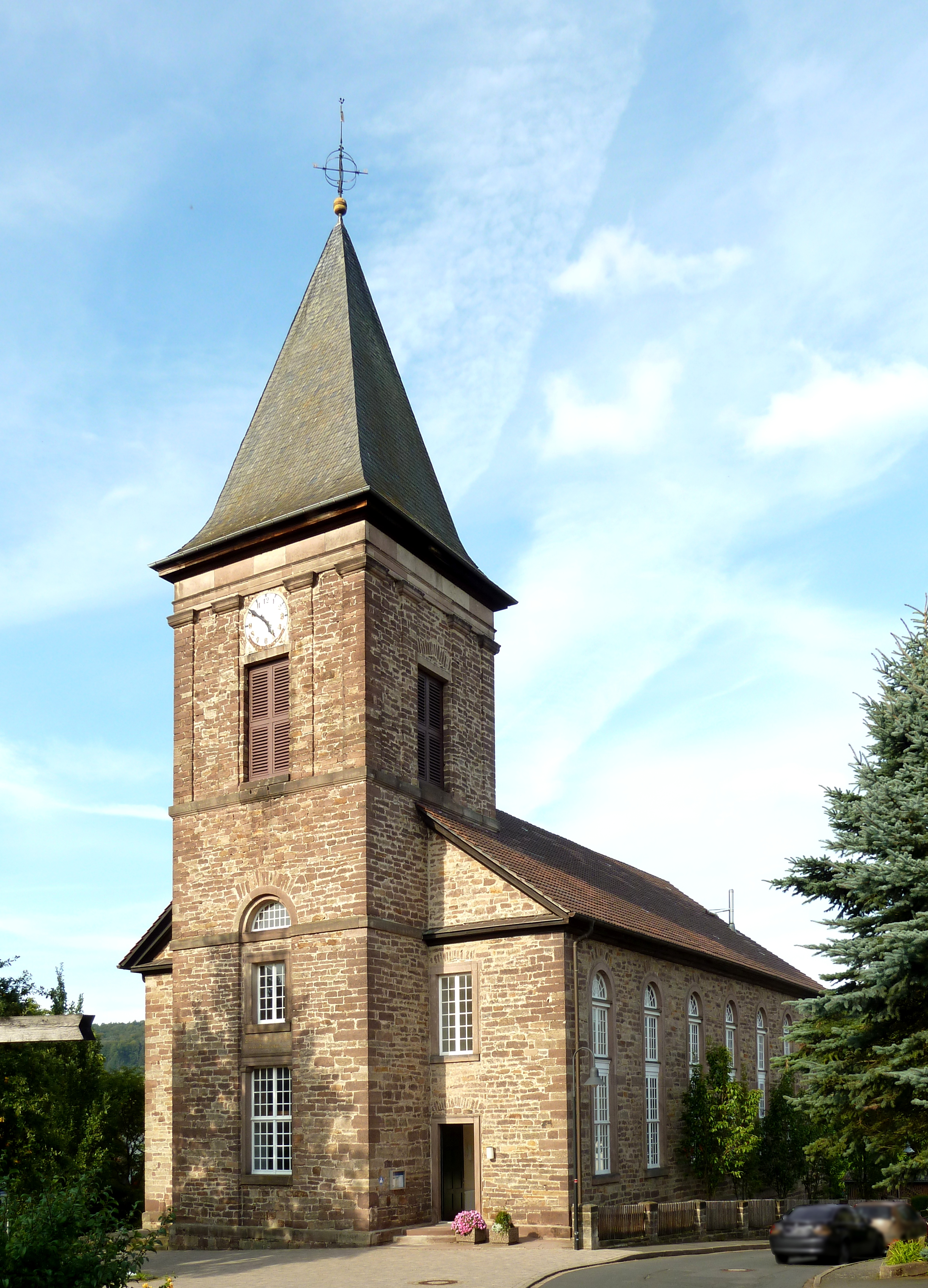
Martin-Luther-Kirche

Die entsprechend der Größe des Ortes stattliche Martin-Luther-Kirche wurde 1827 bis 1831 in klassizistischem Stil erbaut. Nach Plänen des hannoverschen Konsistorialbaumeister Ludwig Hellner wurde in Bruchsteinmauerwerk aus rotem Sandstein ein breites Kirchenschiff mit hohen Rundbogenfenstern und im Südwesten halb eingezogenem Turm mit Spitzdach erbaut. Die Bauausführung oblag dem Uslarer Maurer- und Steinhauermeister Wilhelm Kuhlmann. Das hell gehaltene Innere ist durch die beiderseits eingestellten Emporen in drei Schiffe gegliedert, das breitere Mittelschiff schließt nach oben mit einer halbrunden Tonne ab. Die Kanzelaltarwand mit mittig erhöht über dem Altartisch liegendem Kanzelkorb bildet den Nordostabschluss des Mittelschiffs. Die Kirche ist mit einer Orgel von Ernst Wilhelm Meyer ausgestattet.